# Loveland (Oklahoma)
Loveland es un pueblo ubicado en el condado de Tillman en el estado estadounidense de Oklahoma. En el año 2010 tenía una población de 13 habitantes y una densidad poblacional de 21,67 personas por km².

## Geografía
Loveland se encuentra ubicado en las coordenadas 34°18′19″N 98°46′17″O / 34.30528, -98.77139 (34.305242, -98.771435).

## Demografía
Según la Oficina del Censo en 2000 los ingresos medios por hogar en la localidad eran de $25,000 y los ingresos medios por familia eran $25,000. Los hombres tenían unos ingresos medios de $17,500 frente a los $0 para las mujeres. La renta per cápita para la localidad era de $7,777. Alrededor del 0% de la población estaban por debajo del umbral de pobreza.